# Martin Grünberg
Martin Grünberg, né en 1655 à Insterbourg en Prusse ducale et mort entre le 16 et le 23 octobre 1706 ou 1707 (date exacte du décès inconnue) à Berlin, est un architecte et maître d'œuvre prussien.

## Biographie

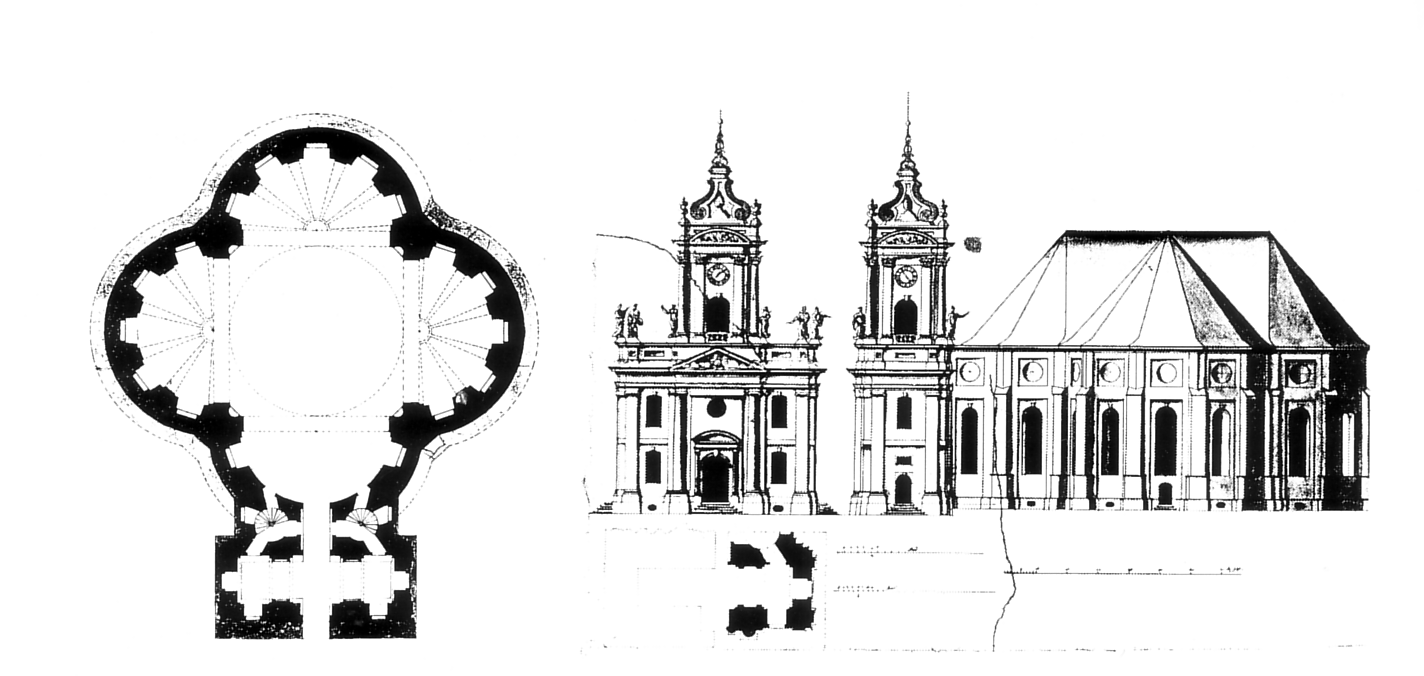
Projet de l'église paroissiale de Berlin, 1695.

Martin Grünberg travaille à Berlin à partir de 1687, après avoir effectué plusieurs voyages en France et dans les États italiens. À Berlin, il participe à la construction du faubourg Friedrichstadt et supervise l'industrie du bâtiment dans la Marche-Électorale en tant qu'employé de l'architecte en chef du Brandebourg électoral Johann Arnold Nering, dont il est le successeur de 1695 à 1698. En 1698, il confie les tâches associées à la construction du palais et des bâtiments résidentiels à l'architecte Andreas Schlüter et reste par la suite maître d'œuvre (responsable du renouveau de la ville de Lenzen-sur-Elbe).
En 1701, Grünberg devient le premier architecte et maître d'œuvre à devenir membre de l'Académie des arts de Berlin et de la Société royale prussienne des sciences.

## Réalisations

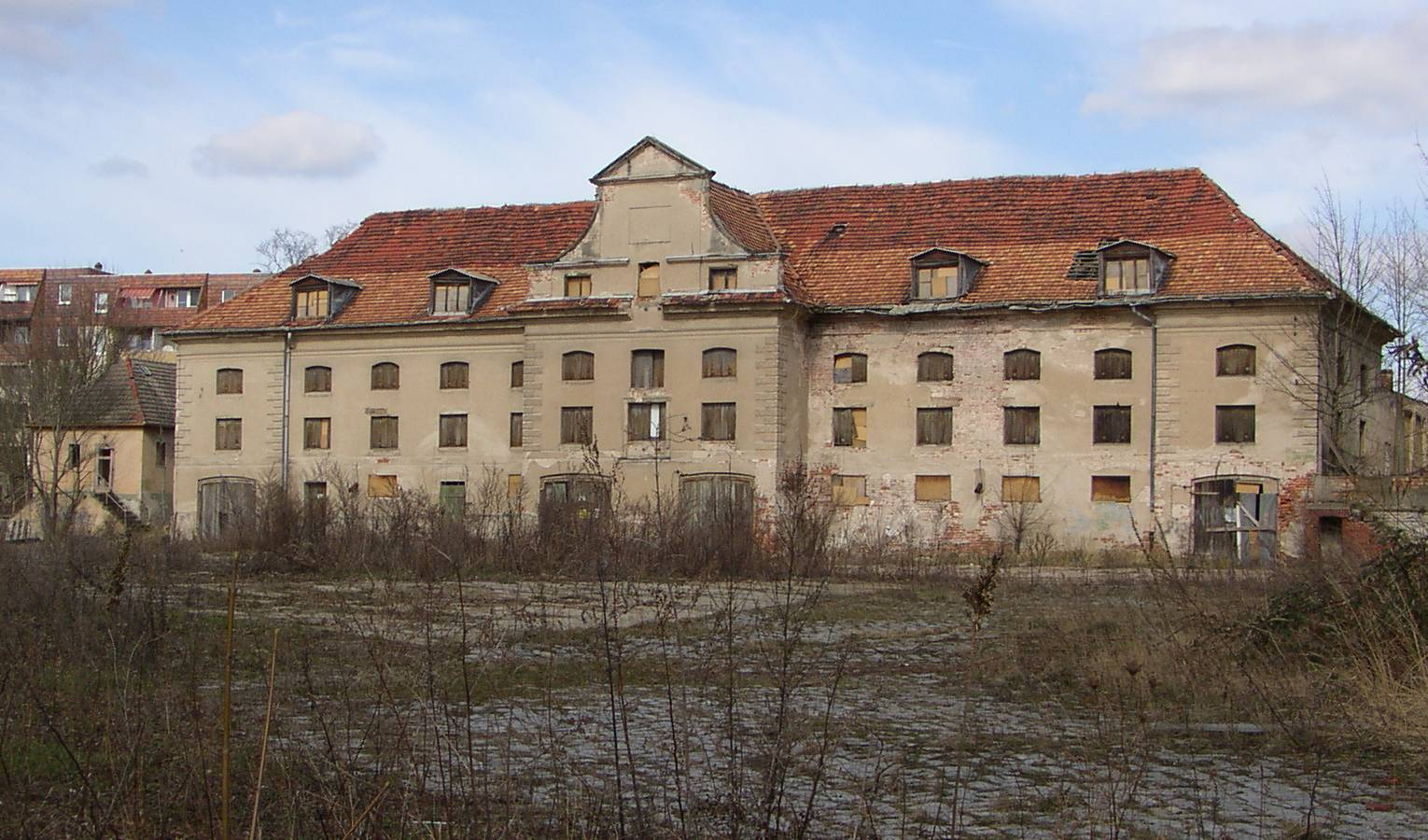
Ancien pavillon de chasse à Fürstenwalde

Comme son prédécesseur Nering, Martin Grünberg est l'un des représentants du baroque néerlandais. Entre autres choses, il conçoit l'extension de l'Écurie Royale (Königlicher Marstall) sur Unter den Linden s'étendant jusqu'à la future Dorotheenstraße - y compris le premier observatoire de Berlin - ainsi que le pont des Vierges (de) (Jungfernbrücke, anciennement Spreegassenbrücke). Il accorde une attention particulière aux bâtiments religieux, notamment l'ancienne église de garnison, la nouvelle église (aujourd'hui la cathédrale allemande) et l'église Saint-Sébastien (plus tard l'église de Luisenstadt). Il élabore également le projet de conversion du manège (de) baroque en une église double franco-allemande sur Friedrichswerder à Berlin.

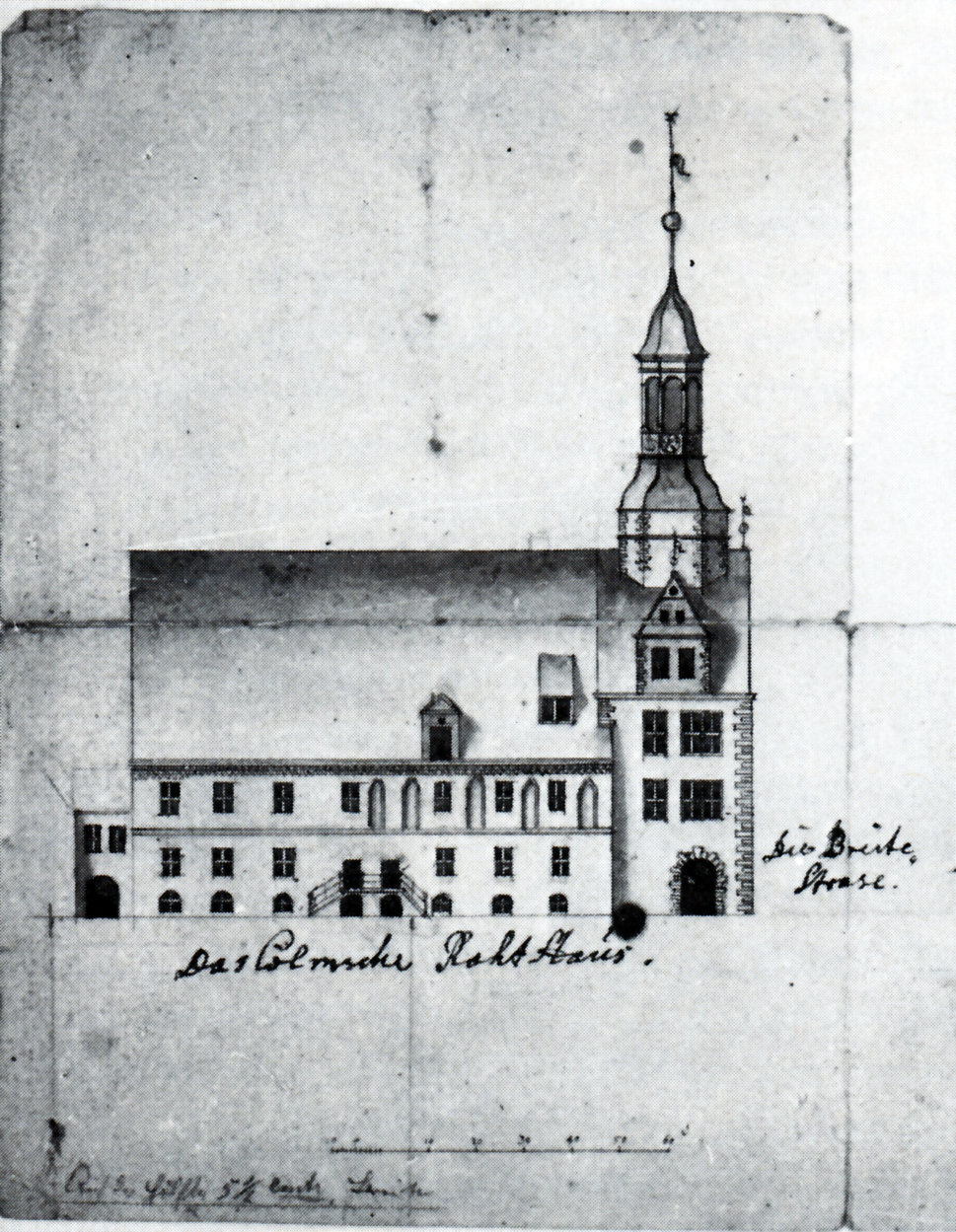
Le projet de l'hôtel de ville de Cölln

En outre, il est temporairement le constructeur en chef de l'Arsenal de Berlin et de l'église paroissiale. Grünberg construit l'hôtel de ville de Cölln (de) pour la ville de Berlin, ainsi que plusieurs maisons de ville sur la Breite Straße (de). En 1699/1700, il construit pour l'électeur Frédéric III le pavillon de chasse de Fürstenwalde (de).